# Course d'escaliers

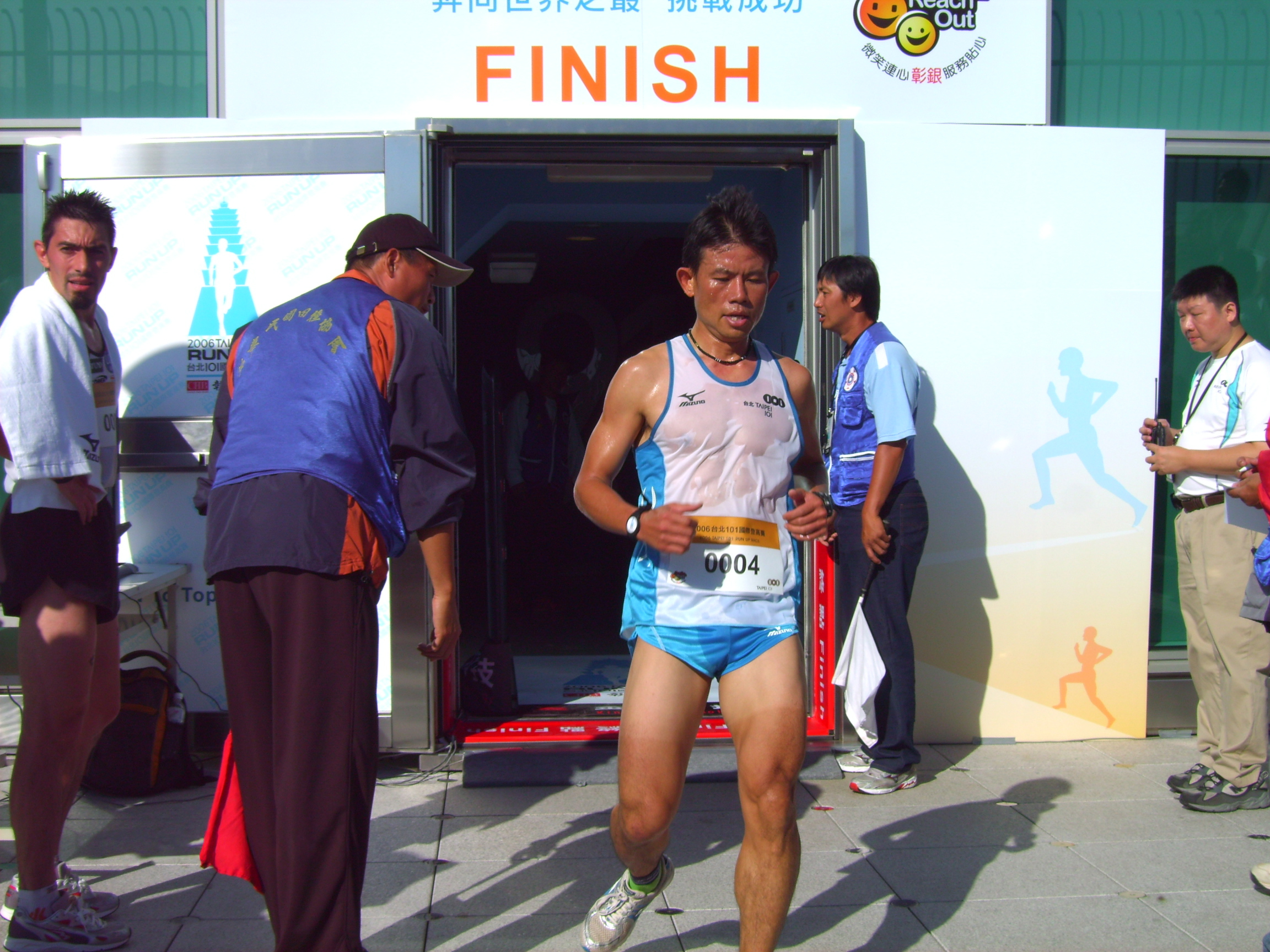
en à l'arrivée de l'ascension de la tour Taipei 101 en 2006.

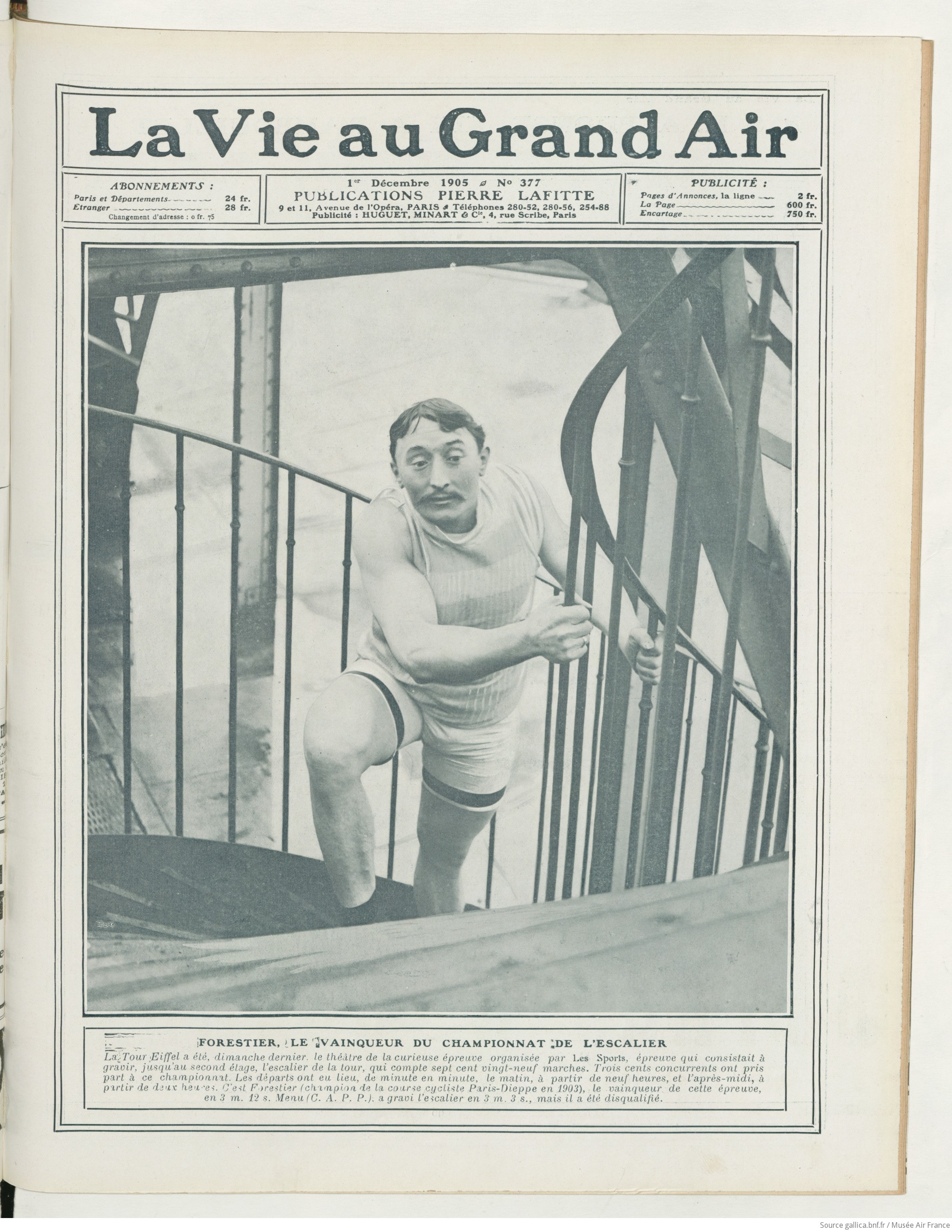
Forestier, vainqueur du « championnat de l'escalier » (1905).

La course d'escaliers (en anglais tower running) est une course à pied qui consiste à monter le plus vite possible les étages d’un gratte-ciel ou plus généralement les escaliers de constructions humaines (tour, bâtiment élevé).

## Historique
La première course de ce genre attestée a lieu à la Tour Eiffel le 26 novembre 1905. Le journal Les Sports organise le « Championnat de l'escalier » qui réunit 227 concurrents. Le vainqueur, un laitier du nom de Forestier, grimpe les 729 marches menant au deuxième étage en 3 minutes et 12 secondes.
L’Empire State Building Run’Up est une course d'escaliers annuelle lancée en 1978. Les coureurs gravissent les escaliers de service de l'Empire State Building depuis le hall jusqu'au 86e étage, ce qui représente une ascension de 1 575 marches.
Un circuit et un championnat mondial de la course verticale (en anglais Tower running world cup) voient le jour en 2009. Il a notamment pour champions Thomas Dold (connu aussi pour être un recordman de course à reculons) ou Andrea Mayr.
En 2014, environ 100 000 coureurs (appelée tower runners) ont participé à l’une de ces courses ascensionnelles, surtout aux États-Unis. Cette même année, l'Éco-Trail de Paris lance la « Verticale de la tour Eiffel », course d’escaliers jusqu’au troisième étage (1 665 marches pour 279 m de montée).

## Record
La plus longue course d'escaliers au monde se situe à Radebeul, en Allemagne, dans la banlieue de Dresde. Au cours de cet ultra-marathon qui dure 24 heures, les coureurs montent et descendent 100 fois les escaliers Spitzhaustreppe (de), ce qui correspond à 39 700 marches et 8 848 mètres de dénivelé.